# Statuia lui Vasile Lupu din Orhei
Statuia „Vasile Lupu” este o statuie amplasată pe bd. Mihai Eminescu, 2 în Orhei, Republica Moldova. Este un monument istoric și de artă de importanță națională inclus în Registrul monumentelor Republicii Moldova ocrotite de stat cu nr. 1006 (raionul Orhei), cât și un monument de for public (cod OR-A-mc-001). Datează din 1936.